# Salut les copains (magazin)
A Salut les copains, későbbi elnevezéssel Salut! egy, a maga idején legendássá vált francia zenei magazin volt, amely 1962 és 2006 között jelent meg.
A magazint 1962-ben Frank Ténot és Daniel Filipacchi indította meg, az Europe 1 rádió akkor már rendkívül népszerű, Salut les copains rádióműsor nyomtatott támogató médiájaként, azonos címmel (melynek körülbelüli magyar fordítása: Helló, srácok!). A lap elsősorban az 1960-as és 1970-es évek francia könnyűzenei előadóit népszerűsítette a fiatalok körében, de állandó jelleggel hírt adott az amerikai és a brit pop-, beat-, illetve rockzenei élet híreiről, gyakran mutatott be külföldi (nem francia) sztárokat is. Népszerűsége csúcsán a lap havi egymilliós példányszámban jelent meg.
A magazin alapításának egyéves évfordulója alkalmából az Europe 1 rádió 1963. június 22-én nagyszabású koncertet szervezett a párizsi Place de la Nation térre, ahol 200.000 fiatal gyűlt össze, hogy élőben hallgathasson meg olyan előadókat, mint Sylvie Vartan, Richard Anthony, Dick Rivers és a Les Chats Sauvages, Danyel Gérard, a Les Gams, Nicole Paquin és Johnny Hallyday. Az esemény után Edgar Morin szociológus egy, a Le Monde című francia napilapnak írott cikkében először használta nyomtatásban a "yé-yé generáció" kifejezést annak a fiatal szubkultúrának a kapcsán, amely magasba emelte az egész évtized francia könnyűzenei életét meghatározó, "yé-yé" néven ismertté vált zenei irányzatot.
A magazin népszerűségének hatására a következő években megjelentek a lap német, spanyol és olasz nyelvű kiadásai is; az előbbi kettő azonos címen, míg az olasz kiadás Ciao Amici! címmel. Ugyancsak e magazin sikerének tudható be, hogy megjelenését követően számos hasonló jellegű, a fiatalokat célzó folyóirat is megjelent Franciaországban – ilyenek voltak például az Âge Tendre, a Bonjour les amis, a Best, az Extra és a Nous les garçons et les filles.
Idővel azonban lassan csökkenni kezdett az érdeklődés úgy a Salut les copains rációműsor, mint az általa támogatott francia könnyűzenei stílus, a yé-yé iránt, a magazin címét a kiadó ezért Salut!-re rövidítette, a kiadói jogokat pedig eladta az Edi-Presse nevű társaságnak, amely a lap megjelenési gyakoriságát haviról kéthavira változtatta. Ezzel egyidejűleg a lap tartalmi részében is változások történtek, mivel megnőtt az általános ifjúsági témák részaránya, miközben a zenei vonatkozású témák aránya lecsökkent. Az egyre csökkenő olvasottság eredményeként a magazin 2006 áprilisában megszűnt.

## Fordítás
Ez a szócikk részben vagy egészben  a   Salut les copains (radio program) című angol Wikipédia-szócikk fordításán alapul.  Az eredeti cikk szerkesztőit annak laptörténete sorolja fel. Ez a jelzés csupán a megfogalmazás eredetét és a szerzői jogokat jelzi, nem szolgál a cikkben szereplő információk forrásmegjelöléseként.